# Eccellenza 2016-2017 (rugby a 15)
L'Eccellenza 2016-17 fu l'87º campionato nazionale italiano di rugby a 15 di prima divisione.
Si tenne dal 1º ottobre 2016 al 27 maggio 2017 tra 10 squadre e vide la vittoria del Calvisano che, nella finale tenuta sul proprio terreno, batté il Rovigo 43-29.

## Storia
Come da regolamento, le due squadre prime classificate durante la stagione ebbero il vantaggio della semifinale di ritorno sul proprio campo rispettivamente contro la quarta e la terza; Calvisano, avendo vinto sia la stagione regolare che il proprio play-off, ospitò la finale; i lombardi e i veneti si incontravano all'ultimo atto del campionato per la quarta volta consecutiva e, nei tre precedenti, Calvisano aveva vinto le prime due finali e Rovigo si presentava altresì da campione uscente avendo vinto la finale precedente.
Dominatore della stagione regolare fu Calvisano, vincitore di 17 partite su 18 e beneficiario del bonus in 13 incontri, incluso l'unico risoltosi in una sconfitta, 5-10 contro il Mogliano, alla 12ª giornata; l'altra finalista Rovigo, benché giunta terza, era in vantaggio nei confronti diretti con i secondi classificati del Petrarca, una vittoria a Padova e un pari interno 20-20.
Il Viadana si presentava altresì ai play-off per la prima volta dopo tre anni.
A retrocedere in serie A dopo due stagioni in Eccellenza furono i piacentini Lyons, condannati al penultimo turno di campionato da una sconfitta in casa contro San Donà dopo che nella stagione precedente avevano chiuso al penultimo posto.
La partita di semifinale che poteva costituire qualche elemento di sorpresa fu la gara di play-off di andata tra Viadana e Calvisano in cui i primi, teoricamente i più deboli delle quattro finaliste, riuscirono a battere i vincitori della stagione regolare per 18-12 e a dare alla gara di ritorno un certo margine di incertezza che tuttavia fu quasi subito annullato dal Calvisano che ribaltò il risultato al San Michele vincendo 47-17; meno incerta quella tra Rovigo e Petrarca che, benché vedesse i padovani come seconda forza del campionato e i rodigini vantare un saldo favorevole di punti inferiore a 100, evidenziava un vantaggio negli incontri diretti a favore di questi ultimi.
Sul terreno della capolista la finalista Rovigo si portava in vantaggio fino al 12-0 con quattro piazzati ma Calvisano, con due mete, chiudeva il primo tempo per 14-12; in apertura di ripresa ancora un piazzato dei veneti li riportava 15-14 ma poi 4 mete tra il 47' e l'80' diedero a Calvisano un vantaggio incolmabile per Rovigo che solo a tempo ormai scaduto realizzava due mete che portavano il distacco finale a 14 punti; per Calvisano si trattò del suo sesto scudetto, per Rovigo della sesta finale persa nell'era dei play-off.

## Squadre partecipanti
| Club          | Sponsor                        | Città             | Impianto interno                          |
| ------------- | ------------------------------ | ----------------- | ----------------------------------------- |
| Calvisano     | Patarò (alimentari)            | Calvisano         | Stadio San Michele                        |
| Fiamme Oro    |                                | Roma              | CS Polizia di Stato, caserma S. Gelsomini |
| S.S. Lazio    |                                | Roma              | CS Giulio Onesti                          |
| Lyons         | Sitav (meccanica)              | Piacenza          | Stadio Walter Beltrametti                 |
| Mogliano      | Marchiol (materiale elettrico) | Mogliano Veneto   | Stadio Maurizio Quaggia                   |
| Petrarca      |                                | Padova            | CS Geremia e Stadio Plebiscito            |
| Reggio Emilia | Conad (grande distribuzione)   | Reggio Emilia     | Stadio Mirabello e CS Crocetta Canalina   |
| Rovigo        | Femi-CZ (portacavi)            | Rovigo            | Stadio Mario Battaglini                   |
| San Donà      | Lafert (motori elettrici)      | San Donà di Piave | Stadio Romolo Pacifici                    |
| Viadana       |                                | Viadana           | Stadio Luigi Zaffanella                   |

## Stagione regolare

### Risultati
| 1-10-2016 | 1ª/10ª giornata         | 28-1-2017 |
| --------- | ----------------------- | --------- |
| 13-25     | Reggio Emilia — Rovigo  | 26-50     |
| 23-20     | San Donà — Mogliano     | 13-25     |
| 27-19     | Petrarca — Viadana      | 18-15     |
| 22-16     | Fiamme Oro — Lyons      | 6-24      |
| 49-9      | Calvisano — Lazio       | 52-22     |
|           |                         |           |
| 5-11-2016 | 4ª/13ª giornata         | 12-3-2017 |
| 36-29     | Viadana — Reggio Emilia | 13-15     |
| 10-13     | Fiamme Oro — San Donà   | 16-17     |
| 13-20     | Lyons — Petrarca        | 0-33      |
| 11-26     | Rovigo — Calvisano      | 14-35     |
| 33-26     | Mogliano — Lazio        | 12-27     |
|           |                         |           |
| 7-1-2017  | 7ª/16ª giornata         | 8-4-2017  |
| 29-30     | Lazio — Reggio Emilia   | 29-26     |
| 48-19     | Petrarca — San Donà     | 14-15     |
| 29-22     | Calvisano — Fiamme Oro  | 10-9      |
| 18-28     | Lyons — Viadana         | 13-13     |
| 16-34     | Mogliano — Rovigo       | 5-33      |

| 8-10-2016 | 2ª/11ª giornata           | 18-2-2017 |
| --------- | ------------------------- | --------- |
| 29-27     | Mogliano — Reggio Emilia  | 22-11     |
| 25-25     | Rovigo — San Donà         | 22-30     |
| 23-64     | Lazio — Petrarca          | 14-49     |
| 27-22     | Viadana — Fiamme Oro      | 15-26     |
| 17-43     | Lyons — Calvisano         | 7-32      |
|           |                           |           |
| 3-12-2016 | 5ª/14ª giornata           | 19-3-2017 |
| 20-0      | Reggio Emilia — San Donà  | 15-20     |
| 21-19     | Petrarca — Fiamme Oro     | 29-21     |
| 36-17     | Calvisano — Viadana       | 26-18     |
| 30-33     | Lazio — Rovigo            | 36-51     |
| 18-8      | Mogliano — Lyons          | 19-16     |
|           |                           |           |
| 14-1-2017 | 8ª/17ª giornata           | 15-4-2017 |
| 7-29      | Reggio Emilia — Calvisano | 15-20     |
| 19-13     | San Donà — Lyons          | 23-21     |
| 38-0      | Petrarca — Mogliano       | 53-17     |
| 23-25     | Fiamme Oro — Rovigo       | 27-21     |
| 31-29     | Viadana — Lazio           | 42-15     |

| 29-10-2016 | 3ª/12ª giornata            | 4-3-2017  |
| ---------- | -------------------------- | --------- |
| 17-16      | Reggio Emilia — Fiamme Oro | 10-13     |
| 20-19      | San Donà — Viadana         | 14-40     |
| 12-17      | Petrarca — Rovigo          | 20-20     |
| 24-0       | Calvisano — Mogliano       | 5-10      |
| 21-23      | Lazio — Lyons              | 13-19     |
|            |                            |           |
| 24-12-2016 | 6ª/15ª giornata            | 25-3-2017 |
| 7-29       | Reggio Emilia — Petrarca   | 7-77      |
| 17-59      | San Donà — Calvisano       | 17-26     |
| 20-13      | Fiamme Oro — Lazio         | 36-17     |
| 30-16      | Viadana — Mogliano         | 24-14     |
| 34-3       | Rovigo — Lyons             | 22-15     |
|            |                            |           |
| 21-1-2017  | 9ª/18ª giornata            | 29-4-2017 |
| 16-26      | Lyons — Reggio Emilia      | 0-22      |
| 21-11      | Lazio — San Donà           | 12-28     |
| 28-20      | Calvisano — Petrarca       | 26-16     |
| 12-23      | Mogliano — Fiamme Oro      | 20-68     |
| 42-24      | Rovigo — Viadana           | 18-35     |

## Classifica
| Pos | Squadra       | G  | V  | N | P  | PF  | PS  | DP   | BMP | Pt |
| --- | ------------- | -- | -- | - | -- | --- | --- | ---- | --- | -- |
| 1   | Calvisano     | 18 | 17 | 0 | 1  | 555 | 248 | +307 | 13  | 81 |
| 2   | Petrarca      | 18 | 13 | 1 | 4  | 588 | 280 | +308 | 10  | 64 |
| 3   | Rovigo        | 18 | 11 | 2 | 5  | 497 | 401 | +96  | 8   | 56 |
| 4   | Viadana       | 18 | 9  | 1 | 8  | 446 | 398 | +48  | 7   | 45 |
| 5   | Fiamme Oro    | 18 | 8  | 0 | 10 | 399 | 336 | +63  | 11  | 43 |
| 6   | San Donà      | 18 | 10 | 1 | 7  | 324 | 426 | −102 | −3  | 39 |
| 7   | Reggio Emilia | 18 | 6  | 0 | 12 | 323 | 453 | −130 | 10  | 34 |
| 8   | Mogliano      | 18 | 7  | 0 | 11 | 287 | 483 | −196 | 3   | 31 |
| 9   | S.S. Lazio    | 18 | 3  | 0 | 15 | 386 | 608 | −222 | 14  | 26 |
| 10  | Lyons         | 18 | 3  | 1 | 14 | 242 | 414 | −172 | 6   | 20 |

## Play-off
|  | Semifinali | Semifinali | Semifinali | Semifinali | Semifinali |  |  | Finale    | Finale    | Finale |  |
|  |            |            |            |            |            |  |  |           |           |        |  |
|  | 4          | Viadana    | 18         | 17         | 35         |  |  |           |           |        |  |
|  | 1          | Calvisano  | 12         | 47         | 59         |  |  | Calvisano | Calvisano | 43     |  |
|  | 3          | Rovigo     | 33         | 28         | 61         |  |  | Rovigo    | Rovigo    | 29     |  |
|  | 2          | Petrarca   | 18         | 12         | 30         |  |  |           |           |        |  |

### Semifinali
| Arbitro: | Matteo Liperini (Livorno) |

|                                                   |      |                                |
| Barion 9’ Momberg 13’ Basson 29’, 35’ tecnica 71’ | mt   | 60’ Bernini 77’ Delfino        |
| Basson 9’, 13’, 35’, 71’                          | tr   | 60’ Nikora                     |
|                                                   | c.p. | 5’ Nikora 18’ Menniti Ippolito |

| Arbitro: | Giuseppe Vivarini (Padova) |

|                                     |      |                        |
|                                     | mt   | 51’ Susio 69’ Tuivaiti |
|                                     | tr   | 69’ Minozzi            |
| Ormson 28’, 45’, 55’, 58’, 61’, 71’ | c.p. |                        |

| Arbitro: | Claudio Blessano (Treviso) |

|                                                                               |      |                           |
| Pettinelli 11’ Paz 16’ Novillo 31’ Minozzi 35’, 36’ Bruno 40+2’ De Santis 74’ | mt   | 51’ Manganiello 61’ Tizzi |
| Minozzi 11’, 16’, 31’, 36’, 40+2’, 74’                                        | tr   | 51’, 61’ Ormson           |
|                                                                               | c.p. | 26’ Finco                 |

| Arbitro: | Vincenzo Schipani (Benevento) |

|                         |      |                                           |
| Nostran 45’ Fadalti 74’ | mt   | 16’ Majstorović 47’ Rodríguez 54’ Momberg |
| Fadalti 74’             | tr   | 16’, 54’ Basson                           |
|                         | c.p. | 33’, 79’ Basson                           |
|                         | drop | 80’ Basson                                |

### Finale
| Arbitro: | Marius Mitrea (Udine) |

| |              | |
| Lucchin 32’ Andreotti 35’ Tuivaiti 47’ Minozzi 55’ Paz 61’ Chiesa 80’ | mt           | 80+2’ Barion 80+3’ Biffi |
| Minozzi 32’, 35’, 47’, 55’, 80’ | tr           | 80+2’, 80+3’ Basson |
| Minozzi 69’ | c.p.         | 10’, 18’, 20’, 25’, 43’ Basson |
| · Minozzi · 43’ Bruno · Paz · Lucchin · 60’ Susio · 70’ Novillo · Semenzato · 43’ Panico · 59’ Morelli (c) · 60’ Riccioni · Cavalieri · 69’ Andreotti · 65’ Giammarioli · Archetti · Tuivaiti | Formazioni   | · Basson · Barion · Majstorović · McCann 41’ · Torres 59’ · Rodríguez · Chillon 70’ · Muccignat 41’ · Momberg 69’ · Iacob 69’ · Boggiani · Parker 69’ · Ruffolo (c) 45’-47’ · Lubian 69’ · De Marchi |
| · 43’ Rimpelli · 59’ Luus · 60’ Costanzo · 69’ Zanetti · 65’ Zdrilich · 70’ Dal Zilio · 60’ De Santis · 43’ Chiesa                                                                            | Sostituzioni | · Balboni 41’ · Cadorini 69’ · Bordonaro 69’ · Ortis 69’ · Cicchinelli 45’, 69’ 47’ · Loro · Biffi 59’ 70’ · Mantelli 41’                                                                            |
| Massimo Brunello | Allenatori   | Joe McDonnell |

## Verdetti
- Calvisano: campione d'Italia;
- Calvisano, Petrarca, Rovigo e Viadana: qualificate all'European Continental Shield;
- Lyons: retrocessa in serie A.